# Жип
Жип (фр. Gyp), настоящее имя: графиня де Мартель (comtesse de Martel), урожд. Сибиль Эме Мария-Антуанетта Габриель Рикетти де Мирабо (фр. Sibylle Gabrielle Riquetti de Mirabeau; 1849—1932) — французская писательница.

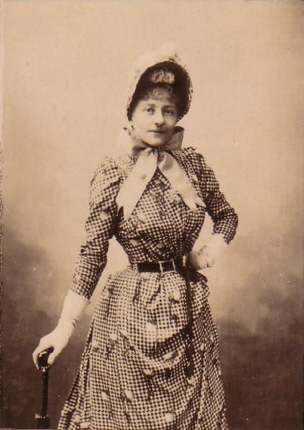
Фотография графини де Мартель

Опубликовала больше ста романов и новелл, в которых в юмористических тонах обрисовала жизнь французской аристократии и буржуазии в конце XIX — начале XX века. Сама она держала салон в Нейи, недалеко от Парижа, посещаемый литературной элитой того времени. Среди её постоянных гостей бывали граф Робер де Монтескью, Марсель Пруст, Поль Бурже, Альфонс Доде, Анатоль Франс, графиния Анна де Ноай и др.
Во время Дела Дрейфуса, она стала на сторону реваншизма против Германии.
Романы Жип переводились на русский язык и пользовались популярностью в России. В настоящее время они забыты.

## Произведения на русском языке
- Около брака
- Маленький Боб
- Развод Полетты
- Замужество куколки
- Тайна женщины
- Вокруг брака
- Чего хочет женщина?
- Супружеское счастье
- Дуся
- Роман котика
- Парижский муж